# دانیلو استفانی
دانیلو استفانی (انگلیسی: Danilo Stefani؛ زادهٔ ۱۹ ژانویهٔ ۱۹۷۹) بازیکن فوتبال اهل ایتالیا است.
از باشگاه‌هایی که در آن بازی کرده‌است می‌توان به باشگاه فوتبال فیورنتینا اشاره کرد.